# Az álarcosok
Az álarcosok (olaszul Le maschere) Pietro Mascagni négyrészes (előjáték és három felvonás) operája. A mű librettóját Luigi Illica írta. 1901. január 17-én mutatták be párhuzamosan Olaszország hét operaszínpadán: a Teatro Costanzi Rómában, a Teatro alla Scala Milánóban, a Teatro Carlo Felice Genovában, a Teatro di San Carlo Nápolyban, a Teatro Regio Torinóban, a Teatro La Fenice Velencében és a Teatro Filamonico Veronában. Magyarországon még nem játszották.

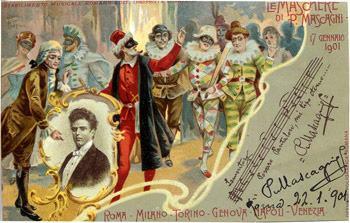
Mascagni által aláírt ajándék képeslap Az álarcosok bemutatójára 1901. január 22.

## A mű keletkezésének története
Mascagni hosszabb ideje foglalkozott a gondolattal, hogy hétköznapi emberi sorsok, az élet hol drámai, hol érzelmes-könnyes fordulatainak ábrázolása mellett kipróbálja magát a harsány vidámság területén is, mintaként az olasz színpadok hagyományos műfaját, a commedia dell’artét tekintve. A librettisták nehezen értették meg óhajait, végül Luigi Illica vállalkozott arra, hogy próbát tesz a „régi műfaj feltámasztására”. Pesaróban komponált, miközben a helyi Liceo Musicale Rossini igazgatói teendőit is ellátta. 1898 márciusában látott munkához. A komponálást azonban hátráltatta, hogy a következő hónapokban a diákok vizsgahangversenyét kellett előkészítenie. Május végén meghalt az édesapja. Ez az esemény különösen súlyosan érintette, ugyanis a diákkori nézeteltéréseiket nem sikerült megoldaniuk, annak ellenére, hogy egész életében megpróbált apja kedvében járni, sőt pénzügyileg is támogatta, amikor péksége a csőd szélére került. A temetés után visszatért Pesaróba, ahol folytatta új operájának komponálását, amelyet az 1900. évi karneváli szezon idején akartak bemutatni. Minél jobban elmerült a komponálásban, annál jobban érezte a librettó gyengeségeit. Ezt megemlítette Illicának is, aki azonban a kiadó, Edoardo Sonzogno előtt megvédte a művet, és nem volt hajlandó jelentősebb változtatásokat végrehajtani a szövegkönyvben. Amikor az opera készen állt, Sonzogno úgy döntött, hogy grandiózus bemutatót szervez az operának, és párhuzamosan mutatják be Olaszország hét operaszínpadán. Mascagni ellenkezett ugyan, hivatkozva a túl nagy előkészítő munkára, de végül Sonzogno akarata döntött. A kiválasztott hét operaház: a Teatro Costanzi Rómában, a Milánói Scala, a Teatro Carlo Felice Genovában, a Teatro di San Carlo Nápolyban, a Teatro Regio Torinóban, a La Fenice Velencében és a Teatro Filamonico Veronában. A San Carlo bemutatóját két nappal el kellett halasztani a főszereplő tenor megbetegedése miatt, így 1917. január 17-én hat színpadon gördült fel a függöny. Mascagni a római bemutatót vezényelte. Mind a hat bemutató minőségét nehéz volt szavatolni, annak ellenére, hogy Mascagni folyamatosan ingázott a helyszínek között. A rómait kivéve az összes bemutató bukás volt, sőt Genovában a hangos pisszegések és füttyök miatt be sem tudták fejezni a művet. A kritika azonban sokkal kedvezőbben fogadta a művet, mint a közönség, dicsérve a mű zeneszámait és a szövegkönyvet. Mascagni Az álarcosokat 1905-ben, majd 1931-ben is átdolgozta. A bemutatót követően másfél évet kellett még várni, amíg 1902 augusztusában ismét színpadra állították, ezúttal Bolognában. Az álarcosok csúfos bukását követően Mascagni és Sonzogno pontot tettek a tizenegy éves munkakapcsolatukra. Mascagni úgy érezte, Sonzogno nem szentelt elegendő figyelmet művei népszerűsítésére, és elveszítette a bizalmát.
Már a második előadásra a legtöbb helyen módosításokat alkalmaztak. A viszonylag kedvező római fogadtatás ellenére Mascagni például elhagyta az előjátékot, majd az első jelenet Rosaura-Colombina kettősét, áthelyezett jeleneteket és elhagyta a harmadik felvonás egy részét. Arturo Toscanini, aki Milánóban vezényelte a művet, ezzel szemben a kiadóval folytatott alapos megbeszélés után nem tartott szükségesnek hasonló radikális változtatásokat, mindössze Colombina egy rövid első felvonásbeli ariosóját és a második felvonás esküvői előkészületeit hagyta ki. A nápolyi előadást vezénylő Leopoldo Mugnone a partitúra egyik leghatásosabb részét, a furlanát, azaz a tánczenét hagyta ki. A módosított változatok sikere sehol sem volt meggyőző, így később visszatértek az eredeti változatokhoz. Ugyan hamar lekerült műsorról, de az opera eljutott Buenos Airesbe is.

## Szereplők
| Szereplő                                                             | Hangfekvés                 |
| -------------------------------------------------------------------- | -------------------------- |
| Gioacadio, impresszárió és karvezető                                 | prózai szerep              |
| A karmester                                                          | prózai szerep              |
| A közreműködő művészek saját nevük szerint                           | ki-ki saját hangja szerint |
| Pantaleone de’Bisognosi, gazdag polgár                               | basszus                    |
| Rosaura, a lánya                                                     | szoprán                    |
| Florindo, friss diplomás, Rosaura kedvese                            | tenor                      |
| Dr. Graziano, ügyvéd                                                 | bariton                    |
| Colombina, a szobalánya, Rosaura bizalmasa, később Brighella jegyese | szoprán                    |
| Brighella, házaló, Florindo bizalmasa                                | tenor                      |
| Spavento, kapitány, az előkelő Balarana család sarja                 | bariton                    |
| Arlecchino Batocchio, a szolgája                                     | tenor                      |
| Tartaglia, Bisognosi úr szolgája                                     | basszbariton               |

## Cselekmény
- Helyszín: Velence
- Idő: meghatározatlan idő, akár a jelenben is

### Előjáték
Alighogy felcsendülnek a nyitány első hangjai, Giocadio, az impresszárió lép a színpadra és leállítja a karmestert. Azért jött – mondja –, hogy ismertesse a szerző szándékát: fergeteges, mulatságos komédiát fognak bemutatni, amelyben a szereplők jellegzetes maszkokat, egy-egy tipikus figura jellemző vonásait öltik magukra. Ezután sorban színpadra szólítja a résztvevőket. Elsőként a Graziani doktort alakító művész érkezik. Szerepe most a doktor, de lehetne Balordo, Balanzone, Prudenzio vagy dr. Rovina is, a felfuvalkodott, magát mindenkinél okosabbnak képzelő orvos, gyógyszerész vagy éppen ügyvéd, ahogyan a figura a különböző komédiákban szerepel. Az eladósorban lévő lány apját megszemélyesítő szereplő a következő bemutatkozó. Fösvény, dúló-fúló figura, aki mindig máshogyan képzeli el leánya sorsát, mint ő maga. Ő Pantalone maszkját kapja. Az agyafúrt Arlecchino, a cserfes Colombina, a nagy igyekezetében folyamatosan dadogó, fontoskodó szolga, Tartaglia, majd a szerelmespár, Florindo és Rosaura lépnek sorban a színpadra. Maszkjuk felvétele közben mindegyikük tesz egy-egy jellemző mozdulatot, és bemutatja magát néhány jellemző szóval. A következő színre lépő, Spavento kapitány neve is lehetne Fracassa, Spezzaferro, Baccano, Terremoto, Sfondacielo, ám hívják is bárhogy, ő az „örök kapitány”, az elegáns, már nem olyan fiatal férfi, aki a végén többnyire pórul jár. Amint valamennyien felvették maszkjukat, újra felcsendül a nyitány, és megkezdődik a játék.

### Első felvonás
Brighella, a házaló, alkalmi portékáit kínálja Velence egyik terén. Áruit asszonyok mustrálják, közöttük Colombina, a kedvese is. Brighella nemcsak kereskedésből tartja fenn magát, hébe-hóba bizalmas üzenetek közvetítésére is vállalkozik. Így tesz most is, amikor a vásárolni érkező Tartaglia, Pantalone szolgája zsebébe csúsztatja Florindónak imádottjához, Rosaurához írt levelét. Ebben a fiatalember arról értesíti a lányt, hogy egy bácsikája segítségével rövidesen pénzhez jut, így nem lesz már akadálya egybekelésüknek. Rosaura boldogan olvassa sorait, örömét azonban Colombina hűti le, aki kenyéradója, Graziani doktor és Pantalone beszélgetéséből megtudta, hogy a lány apja más terveket szövöget. Rosaurát egy idősödő, de tehetős kapitányhoz akarja férjhez adni, mi több, rövidesen várja is a férfi érkezését. A két szerelmes és pártfogóik, Brighella és Colombina, összedugják a fejüket, hogy ellenszert találjanak ki e tervvel szemben. Amikor azután puccos ruhában, méltóságteljes vonulással szolgája, Arlecchino kíséretében megjelenik maga a kapitány is, Brighellának eszébe jut a megoldás. Ismer egy varázsport, amit észrevétlenül bele kell önteni a megtréfálandó személy italába, és csak várni kell a hatást. A kapitány megérkezésének hírére Pantalone ünnepélyes fogadást készít elő a számára, Rosaura azonban bezárkózik a szobájába, nem kíváncsi a vőlegényjelöltre.

### Második felvonás
Míg az előkészületek folynak, Rosaura és Florindo lopva találkoznak, és újra megvallják egymás iránti szerelmüket és eltökélt szándékukat, hogy csak egymással kívánnak élni. Lassan érkeznek a tervezett esküvőre meghívott vendégek, mindegyikük apró ajándékokkal kedveskedik a végül előjönni kényszerülő, menyegzői ruhába öltöztetett Rosaurának. Amikor a szolgák körbehordják a boroskancsókat, Brighellának sikerül varázsporát beléjük szórnia, nagy igyekezetében azonban nemcsak a kapitány poharába jut belőle, így nem csoda, hogy rövidesen elszabadul a pokol. Míg az ünnepségre szerződtetett zenekar sorra rázendít a különböző táncok zenéjére, és a hangulat egyre magasabbra hág, a por is megteszi a hatását. Hangoskodás, zűrzavar, féktelen káosz alakul ki, a kapitány és Arlecchino által elővett, az udvarló állítólagos nemesi származását igazoló papírdarabok repdesnek a forgatagban ide-oda, a szorgos Graziano doktor gyűjtögeti össze nagy gonddal őket. Sőt, biztos, ami biztos, magához veszi a kapitány utazóbőröndjét, amely láthatóan további iratokat tartalmaz. Az ünnepélyesnek gondolt esküvői szertartás e nem várt, magára nézve megszégyenítőnek érzett fordulatán úgy megsértődik a kapitány, hogy hallani sem akar a Pantalone által már előkészített házassági szerződés aláírásáról. A bortól megittasodott, a portól konvenciók szabta gátlásaik alól felszabaduló vendégek szép lassan hazaszállingóznak, és végül csak a kapitány és a szolgája maradnak a házban, velük azonban a házassági szerződés is – igaz, aláíratlanul –, ami szerint a ház és ingóságai a kapitányra szállnak.

### Harmadik felvonás
Pantalone, Florindo, Brighella és a por hatására némává vált Tartaglia még mindig nem egészen értve mi történt, az utcán ténferegnek. Körbe-körbe járva Pantalone házát, lassan rájönnek, hogy hol vannak. Keresni kezdik Rosaurát, és amikor nem találják, Florindo egy szerenádot énekel, hogy így csalják elő. A lány szobájának ablakában azonban a hálóruhába öltözött, Rosaura hangját utánzó Arlecchino tűnik föl, kétségbeesésbe kergetve a fiatalembert. Rövidesen megjelenik azonban Rosaura és Colombina, akiknek nem történt bajuk, mert időben elbújtak a ház egy zugában. A kívül rekedtek kupaktanácsot tartanak, hogy hogyan füstöljék ki a nemkívánatos vendégeket. Florindo párbajra akarja kihívni a kapitányt, Colombina pedig felajánlja, hogy elcsábítja Arlecchinót (aki egyébként még a zűrzavarba torkolló estét megelőzően szerelmet vallott neki). Míg előbbiek félrevonulnak a teendők pontos kitervelésére, megjelenik Arlecchino és a kapitány is. Előbbi arra kísérli rábeszélni gazdáját, hogy távozzanak, amíg nem késő, ő már össze is csomagolta poggyászukba a házban található ezüstneműket, jobb ha azokat mielőbb biztonságba helyezik. A kapitány azonban nem akar elmenni, míg van elegendő étel és ital, vissza is siet a házba egy újabb adag elfogyasztására. Colombina lép elő, és női praktikái nem maradnak hatástalanok. Szerelmes éjszakát ígér Arlecchinonak, ha segít megakadályozni gazdájának Rosaurával való házasságát. Mi sem könnyebb ennél – mondja a szolga –, a kapitány utazóbőröndje tele van olyan dokumentumokkal, amelyek bizonyítják, hogy nemhogy nem nemes és vagyona sincs, még csak nem is független. Felesége van, így ha megnősülne, bigámiát követne el. Itt tartanak, amikor eszükbe jut, hogy a forgatagban a papírokat elővették, és azok most alighanem Graziano doktornál vannak. Alighogy kimondták, már meg is jelenik a doktor és Brighella, csendőrnek öltözve. Előrángatják a megszeppent kapitányt, aki mindent bevall és visszaad, csak engedjék futni. Pantalone is belátja, a nagy felfordulás után az a legjobb, ha gyorsan Florindóhoz adja Rosaurát és mielőbb elfelejtik a történteket. Amikor minden elrendeződik, a szereplők leveszik maszkjaikat, és együtt mondanak dicséretet az olasz álarcos játékokról. Megjelenik újra az impresszárió és a karmester, hogy némileg megváltoztatva újrajátsszák a finálét, javaslatukat rövid vita után elfogadják és felhangzik a második felvonásban már bevált tánczene.

## Híres áriák, kórusművek
- Mia figlia era indisposta – finálé (első felvonás)
- La piacente donnetta – Colombina-Arlecchino kettőse (második felvonás)
- Io sono come nube vaporosa – Florindo románcca (második felvonás)
- Che tu non dormi so, o bella mia – Florindo szerenádja (harmadik felvonás)